# Bloemenmarkt

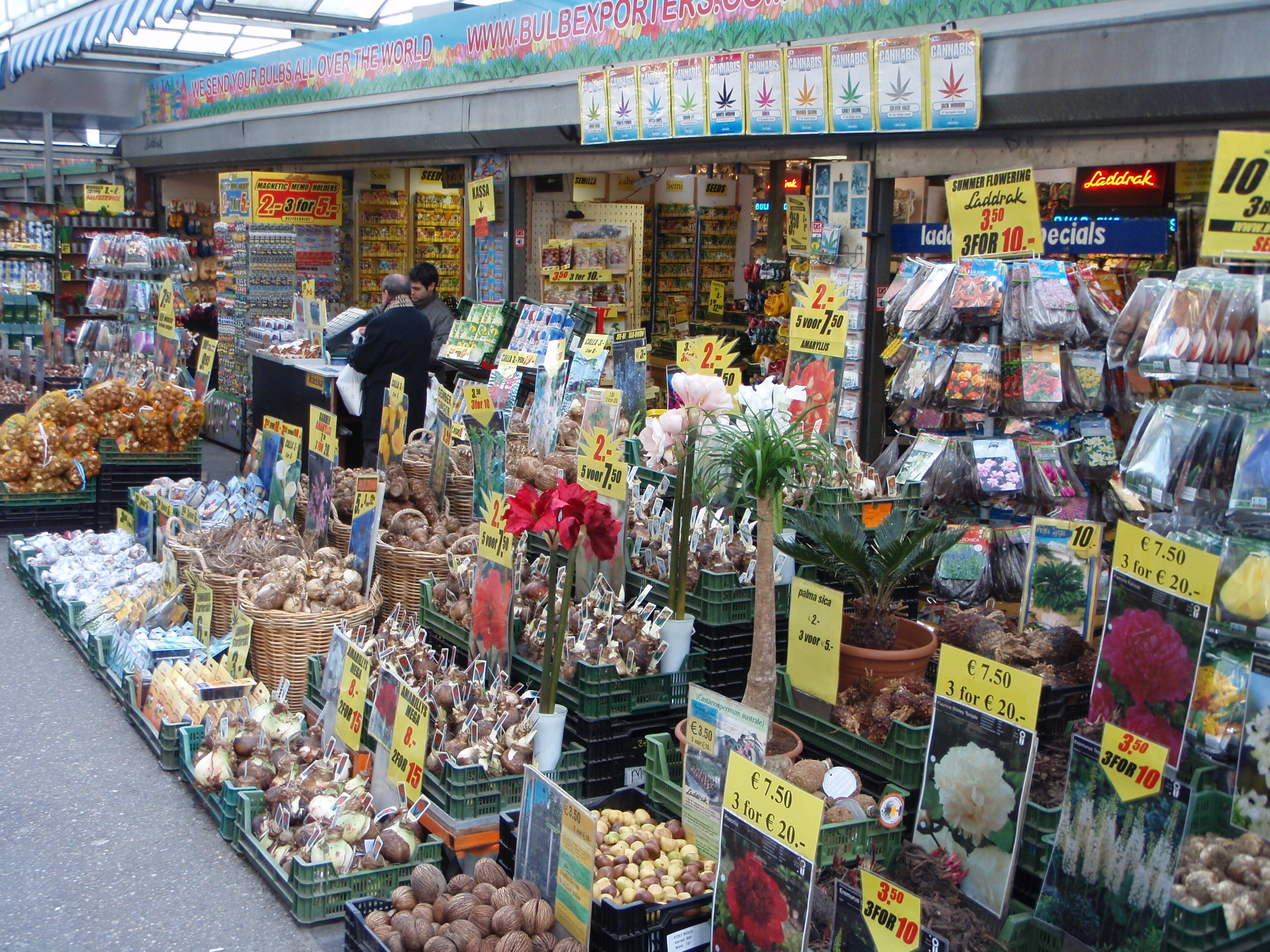
Der Bloemenmarkt

Der Bloemenmarkt (deutsch: Blumenmarkt) ist der bekannteste Markt in der Amsterdamer Innenstadt (Nordholland) für ein vielfältiges und großes Angebot an Pflanzen und Blumen.

## Geschichte
Bis 1862 hatte der Blumenmarkt seinen Standplatz am „Sint Lucionwal“. Nachdem der Kanal Nieuwezijds Voorburgwal 1883 trockengelegt wurde, bekam der Markt seinen heutigen Standplatz an der Singel, zwischen dem Koningsplein und dem Muntplein. Zu dieser Zeit hieß der Markt „Bäume- und Pflanzenmarkt“ (Bomen- en plantenmarkt). Im 19. Jahrhundert fuhren die Blumenverkäufer mit Booten auf der Amstel und verkauften ihre Ware direkt vom Boot. 
Auch heute sind die Marktstände auf (festliegenden) Booten untergebracht. Der offizielle Name ist heute „Drijvende bloemenmarkt“ (wörtlich: treibender Blumenmarkt) und der Markt ist täglich geöffnet. Der Markt liegt circa 230 m vom Rembrandtplein und 800 m vom Leidseplein entfernt. In den letzten Jahrzehnten wurde der Bloemenmarkt hauptsächlich zu einer Attraktion für Touristen. Das Assortiment ist dementsprechend angepasst. Außer Zier- und Schnittblumen sind viele Sorten von Blumenzwiebeln und Souvenirs erhältlich.

Der Blumenmarkt am Singel
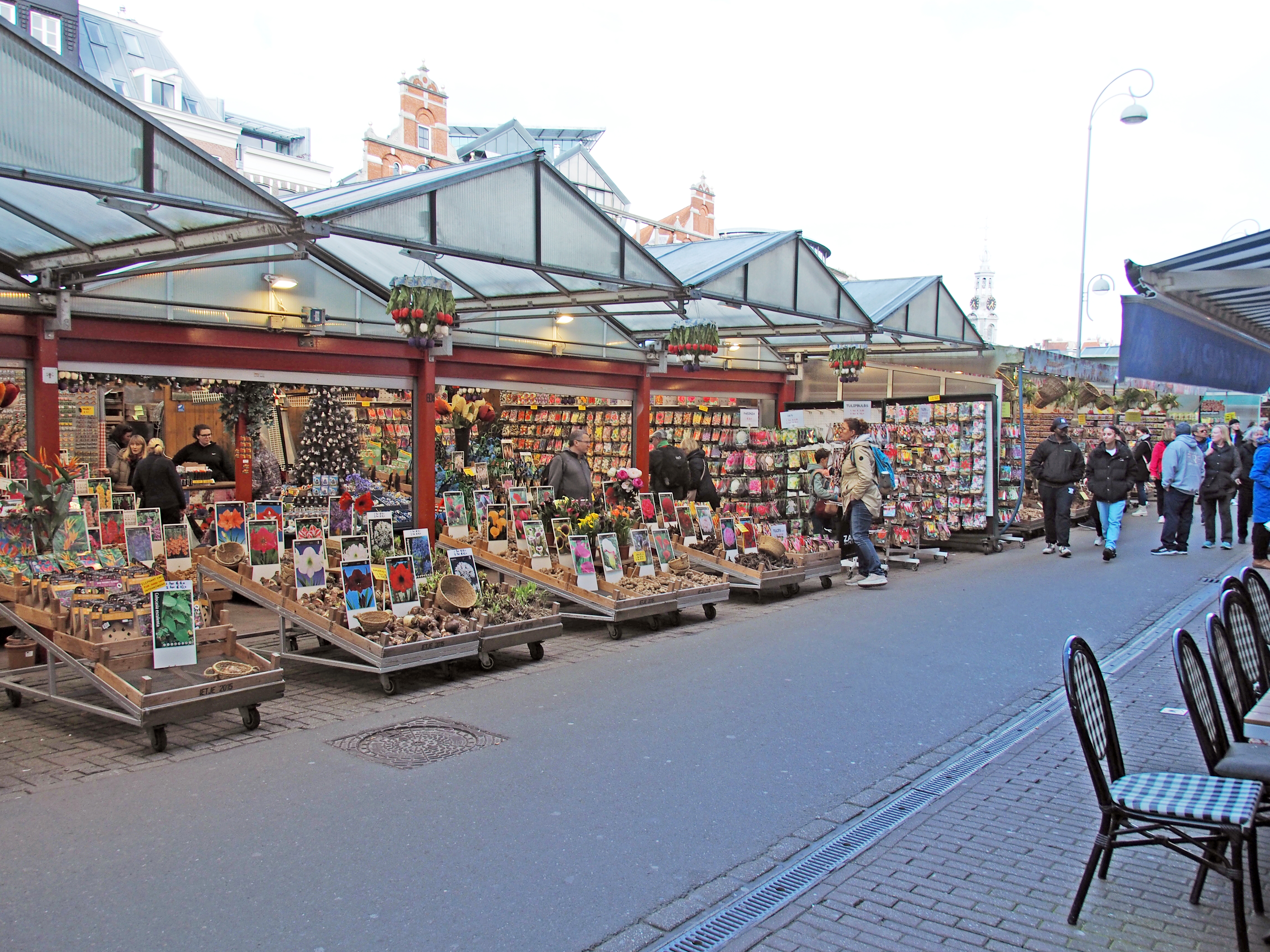
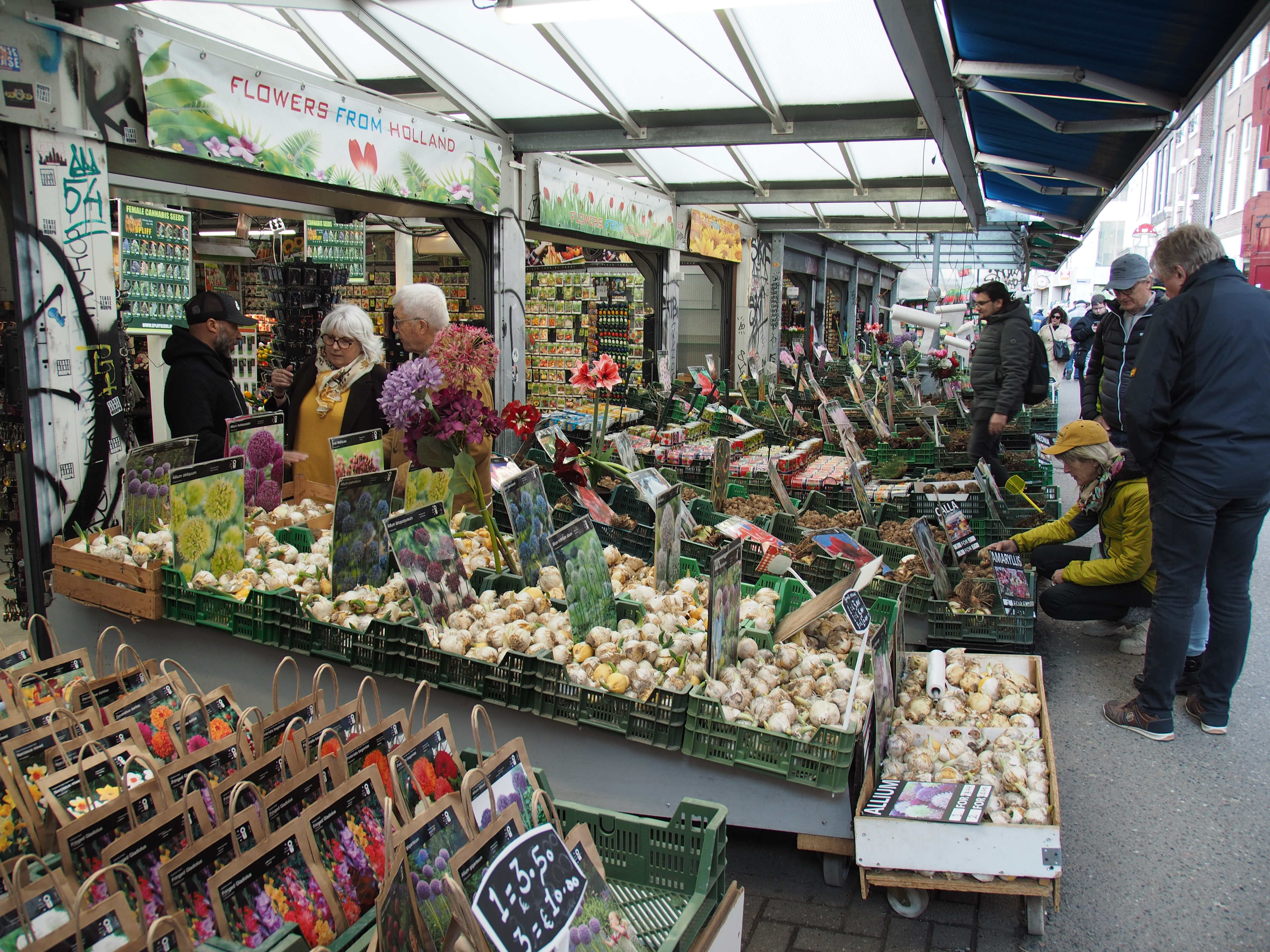
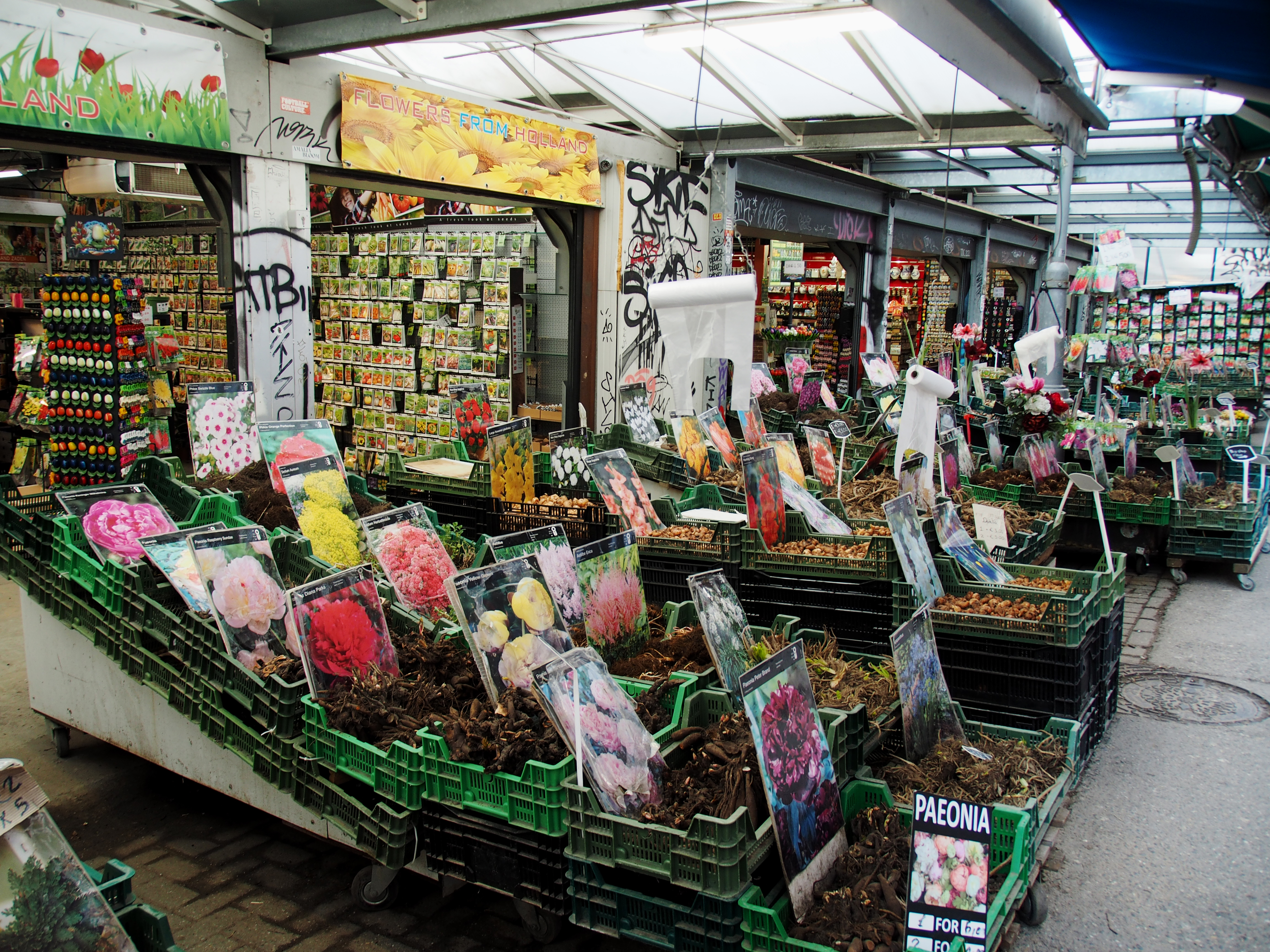
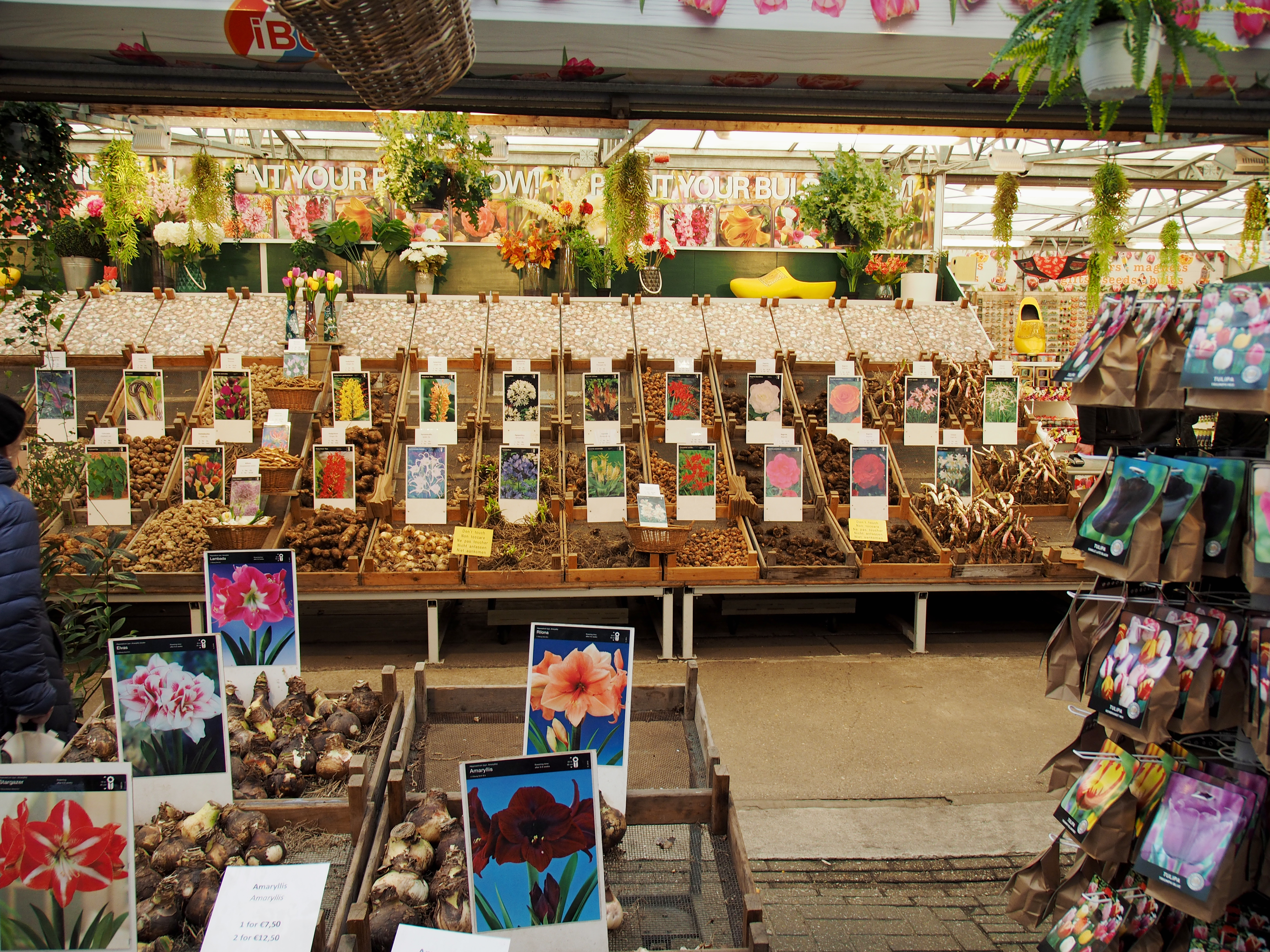
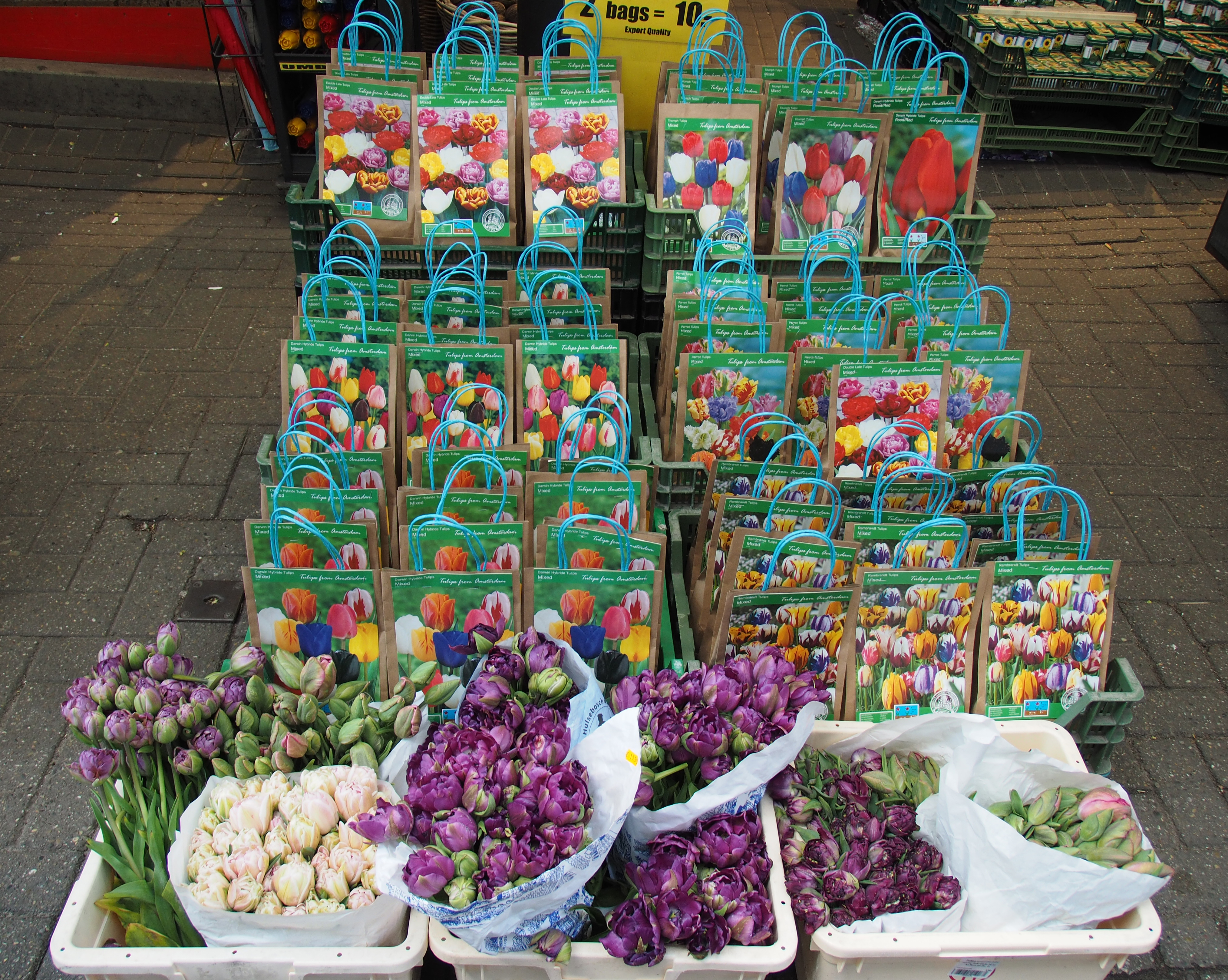
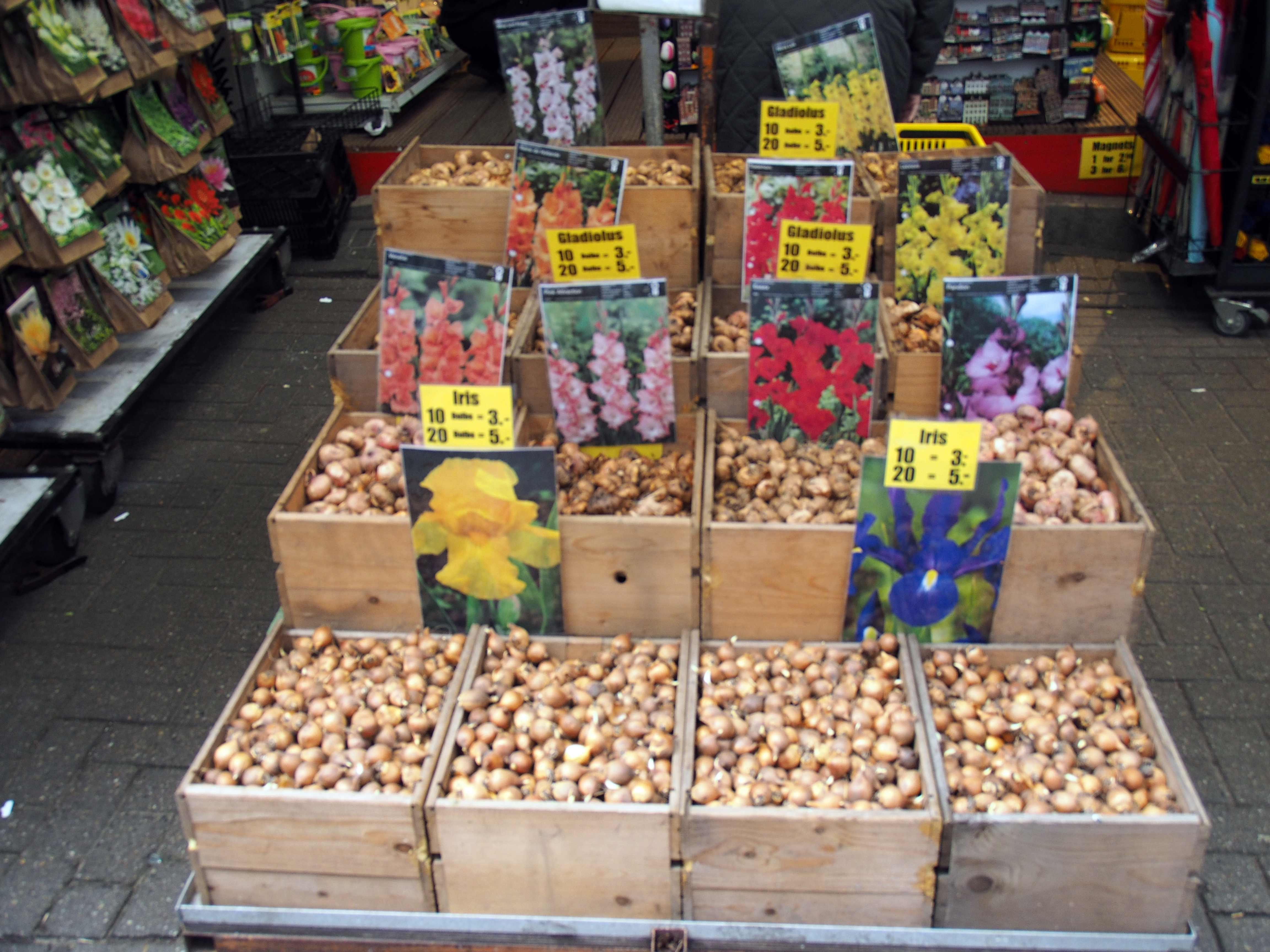